# 卡拉万诺耶村委员会
卡拉万诺耶村委员会（俄语：Караванненский сельсовет）是俄罗斯联邦阿斯特拉罕州利曼区所属的一个村委员会。其下辖有2个居民点，行政中心为卡拉万诺耶。据2015年统计，该村委员会的人口为1698人。